# Цукумидзу
Цукумидзу (яп. つくみず) — псевдоним японского художника манги. Наиболее известен за работу над постапокалиптической мангой «Последнее путешествие девочек».

## Биография
В начальной и средней школе Цукумидзу много читал. Как работы, повлиявшие на создание «Последнего путешествия девочек», он вспоминает книги «Норвежский лес» и «Дэнс, дэнс, дэнс» Харуки Мураками и «Kirakira Hikaru» Каори Экуни.
В старшей школе Цукумидзу начал интересоваться аниме, а на третьем курсе университета — рисовать моэ. Он учился в Педагогическом университете Аити и хотел изучать живопись, чтобы в будущем стать учителем рисования.
Во времена учёбы любил боевики и военные фильмы, особенно «Спасти рядового Райана». Кеттенкрад, появляющийся в «Последнем путешествии девочек», является данью памяти этому фильму.
В 2013 году он издал додзинси во вселенной Touhou Project под названием «Флан хочет умереть» про бессмертную вампиршу, которая жаждет смерти.
На втором курсе Цукумидзу начал рисовать любительскую мангу, поэтому друг пригласил его в университетский кружок рисования манги. Они регулярно выкладывали совместные работы в интернет. Первой коммерчески опубликованной работой Цукумидзу стало «Последнее путешествие девочек», которое получило аниме-адаптацию в 2017 году.
Следующая крупная серия, Shimeji Simulation, выходила в журнале Comic Cune издательства Media Factory с 26 января 2019 по 27 ноября 2023.

## Стиль рисовки
Стиль рисовки Цукумидзу описывают как трогательный, сюрреалистический и зачастую поэтический. Сам мангака говорил, что на его стиль рисования фонов в «Последнем путешествии девочек» повлияла манга Blame! Цутому Нихэя, а на изображение персонажей — художник Пауль Клее. Нечёткие и иногда ломаные линии и контуры являются общим аспектом его стиля, который, как утверждается, был вдохновлён работами студии Ghibli.

## Работы

### Додзинси
- «Флан хочет умереть» (яп. 死にたいフラン Си ни тай Фуран) (2013)
- «Литература — это рок», выпуск 3 (яп. 文学とはROCKである。 vol.3 Бунгаку то ва рокку дэ ару.) (2013)
- «О сайре, что жарили на закате цивилизации, и измерителе электромагнитных волн» (яп. 文明の夜に焼く秋刀魚と電磁波測定器について Буммэй но ёру ни яку самма то дэндзихасокутэйки ни цуйтэ) (2014)
- «Аравановые» (яп. アロワナ Арована) (2014)
- Сборник набросков Цукумидзу (яп. つくみずらくがき画集 Цукумидзу ракугаки гасю:) (2018)

### Сериалы
- «Последнее путешествие девочек» (яп. 少女終末旅行 Сё:дзё сю:мацу рёко:) (2014—2018)
- Shimeji Simulation (яп. シメジ シミュレーション Симэдзи симюрэ:сён) (2019—2023)